# Drive My Car
Drive My Car (englisch für „Fahr mein Auto“) ist ein Lied der britischen Band The Beatles aus dem Jahr 1965. Geschrieben wurde es im Wesentlichen von Paul McCartney, steht allerdings unter dem üblichen Copyright Lennon/McCartney.

## Hintergrund
Paul McCartneys erster Entwurf des Textes war seiner Ansicht nach nicht optimal. Er nannte ihn rückblickend „desaströs“. In diesem frühen Stadium kreiste der Text noch um die Zeile „You can buy me golden rings“, die Bestandteil eines geplanten Songs Golden Rings nach einer Idee von McCartney war, die er versuchte mit John Lennon in Weybridge zu verwirklichen. Gemeinsam mit Lennon eliminierte er alle textlichen Klischees. Dabei entstand Drive My Car. Das Lied beschreibt nunmehr ein Mädchen, das gerne ein Star wäre, und enthält eine Reihe sexueller Anspielungen. So bittet das Mädchen den Erzähler, ihr Chauffeur zu werden. Als dieser schließlich zustimmt, gesteht sie ihm, kein Auto zu besitzen, dafür aber nun immerhin einen Fahrer.
Drive My Car enthielt sexuelle Anspielungen, von der ersten Strophe „You can do something in between“ bis zu den suggestiven Versprechungen von „a better time“. Paul McCartney sagte dazu: „Drive my Car war ein alter Blues-Euphemismus für Sex, also ist am Ende alles enthüllt. Schwarzer Humor schlich sich ein und war die Rettung. Es schrieb sich damals von selbst. Ich finde, dass sehr oft, wenn man die gute Idee hat, die Dinge sich selbst schreiben.“
Das Arrangement für Drive My Car hatte George Harrison entwickelt, der sich hierzu von Bass- und Gitarrenmelodien aus dem Lied Respect von Otis Redding inspirieren ließ.

## Aufnahme
Drive My Car wurde am 13. Oktober 1965 in den Londoner Abbey Road Studios aufgenommen. Produziert wurde der Titel von George Martin, assistiert von Norman Smith. Die Band arbeitete sehr lange an dem Arrangement des Liedes, und zum ersten Mal dauerte eine Aufnahmesession der Beatles länger als Mitternacht. Letztlich wurden lediglich vier Takes aufgenommen, von denen nur das letzte vollständig war. Zunächst wurden Schlagzeug, Gitarre, Tamburin und Bass live eingespielt. Im Anschluss wurden im Overdubverfahren Klavier, Sologitarre, Kuhglocke und Gesang hinzugefügt.
Die Abmischungen des Liedes erfolgten am 25. Oktober 1965 in Mono und am 26. Oktober in Stereo. Die Kuhglocke ist bei der Monoversion im Vergleich zur Stereoversion in den Hintergrund gemischt.
Am 26. Februar 1987 erfolgte die Erstveröffentlichung des Albums Rubber Soul als CD in Europa (USA: 21. Juli 1987), in einer von George Martin im Jahr 1986 hergestellten digitalen neuen Stereoabmischung.

## Veröffentlichungen
- Am 7. Dezember 1965 erschien in Deutschland das zehnte Beatles-Album Rubber Soul, auf dem Drive My Car als erster Titel enthalten ist. In Großbritannien wurde das Album schon am 3. Dezember 1965 veröffentlicht, dort war es das sechste Beatles-Album.
- Auf der US-amerikanischen Fassung von Rubber Soul fehlte das Lied, und erschien dort erst am 20. Juni 1966 auf dem Kompilationsalbum Yesterday and Today.
- In Großbritannien erschien am 8. Juli 1966 die EP Nowhere Man, auf der sich Drive My Car befindet.
- Auf dem im November 2006 erschienenen Album Love ist ein Mashup von Drive My Car, The Word, What You’re Doing, Taxman und Savoy Truffle enthalten.
- Am 6. April 1973 erschien das Kompilationsalbum 1962–1966 auf dem sich auch Drive My Car befindet.
- Am 10. November 2023 wurde 1962–1966 erneut wiederveröffentlicht. Auf diesem befindet sich Drive My Car in einer von Giles Martin und Sam Okell 2023 neu abgemischten Version.

## Coverversionen
Coverversionen erschienen von The McCoys, Stars on 45, Melanie C, Breakfast Club, Bobby McFerrin, The Punkles und Jonas Brothers. Paul McCartney veröffentlichte eine Liveversion von Drive My Car im November 1993 auf dem Album Paul Is Live.

## Auszeichnungen für Musikverkäufe
| Land/Region                  | Auszeichnungen für Musikverkäufe (Land/Region, Auszeichnung, Verkäufe) | Verkäufe |
| ---------------------------- | ---------------------------------------------------------------------- | -------- |
| Vereinigtes Königreich (BPI) | Silber                                                                 | 200.000  |
| Insgesamt                    | 1× Silber ·                                                            | 200.000  |

Hauptartikel: The Beatles/Auszeichnungen für Musikverkäufe